# Хурка
Вижте пояснителната страница за други значения на Фурка.
Хурка (диалектно фурка, още къжел) е специално изработена дървена пръчка, на която се слага къделя вълна за ръчно предене, в резултат на което се получава прежда.
В България хурките са три вида – напоясни, ръчни (ликатки) и стоящи (сталки). Най-разпространени са поясните хурки, които показват и голямо етнографско разнообразие.